# Schloss Bucha

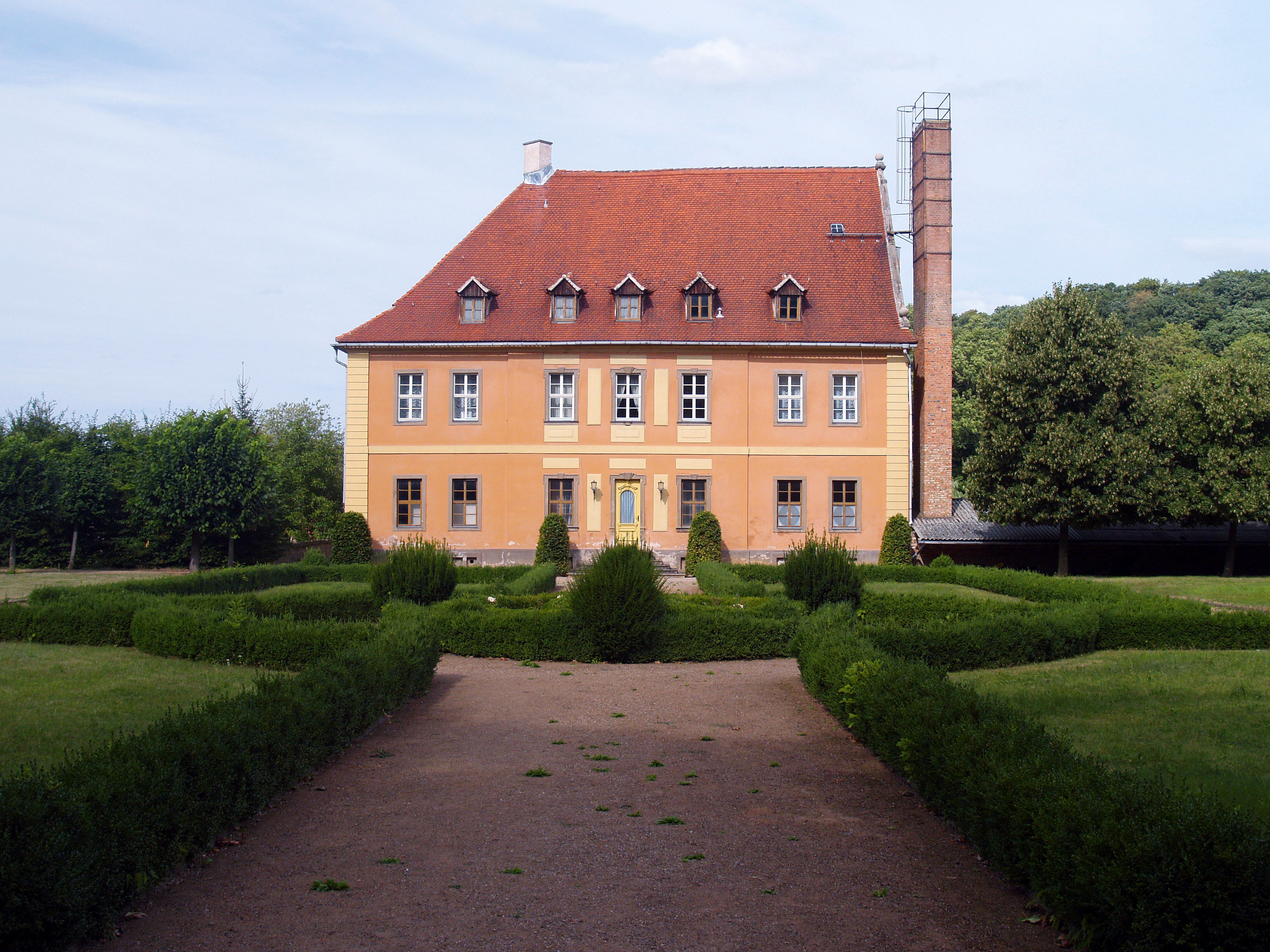
Ansicht des Schlosses

Das Schloss Bucha (auch Herrenhaus Bucha oder Rittergut Bucha) ist ein denkmalgeschütztes Bauwerk im Ortsteil Bucha der Gemeinde Kaiserpfalz im Burgenlandkreis in Sachsen-Anhalt. Im örtlichen Denkmalverzeichnis ist das Schloss unter der Erfassungsnummer 094 81227 als Baudenkmal verzeichnet. Es hat die Adresse Buchengrund 10.

## Geschichte
Im Jahr 1614/1616 erwarb die Familie von Breitenbauch, die sich später in Breitenbuch umnannte, eine im 12. Jahrhundert für den Grafen von Buch errichtete Burg in Bucha. Bucha kam an die Familienlinie St. Ulrich. Bald übernahm Georg Christoph von Breitenbauch-St. Ulrich auch das damalige Nebengut Bucha. Heinrich August von Breitenbuch (1696–1747) war königlich polnischer Kammerherr, Kapelldirektor, Maître de Plaisir und Geheimer Rat. Er vererbte an den zweiten Sohn Georg August von Breitenbauch (1731–1817), Kammerrat am Hof in Weimar. Dieser ließ von 1714 bis 1718 eine bestehende Burg abreißen und erbaute stattdessen auf dem Gelände der Burg das heute noch bestehende barocke Schloss. Auf dem Schloss geboren wurde 1724 auch der spätere Hofmarschall Melchior Heinrich von Breitenbauch.
Dieses blieb bis zur Bodenreform in der Sowjetischen Besatzungszone im Jahr 1945 im Familienbesitz der Familie von Breitenbuch. 1922 umfasste Rittergut Bucha 390 ha Land und gehörte zu diesem Zeitpunkt Alfred von Breitenbuch. Einer der bekanntesten Vertreter der Familie im 20. Jahrhundert war Melchior von Breitenbuch, der bereits als Pächter agierte. Formell erbte seine Witwe Erna geborene von Borcke (1878–1952), die ihren Lebensabend in Naumburg verbrachte. Der Sohn Rumolt von Breitenbuch, verheiratet mit Iris von der Goltz, Tochter des Konrad von der Goltz von Schloss Burkersdorf, starb als Reserveoffizier 1944 im Krieg. So entschloss sich die Besitzerfamilie von Schloss Bucha den 1936 geborenen Neffen Friedrich-Gert von Seydewitz 1944 als Nachfolger für Bucha zu bestimmen. Er war der Sohn der Carola von Seydewitz, geb. von Breitenbuch-Bucha (1908–2000), und des Hans-Carl von Seydewitz (1904–1970).
Heute befindet es sich wieder in Privatbesitz.

## Gestaltung

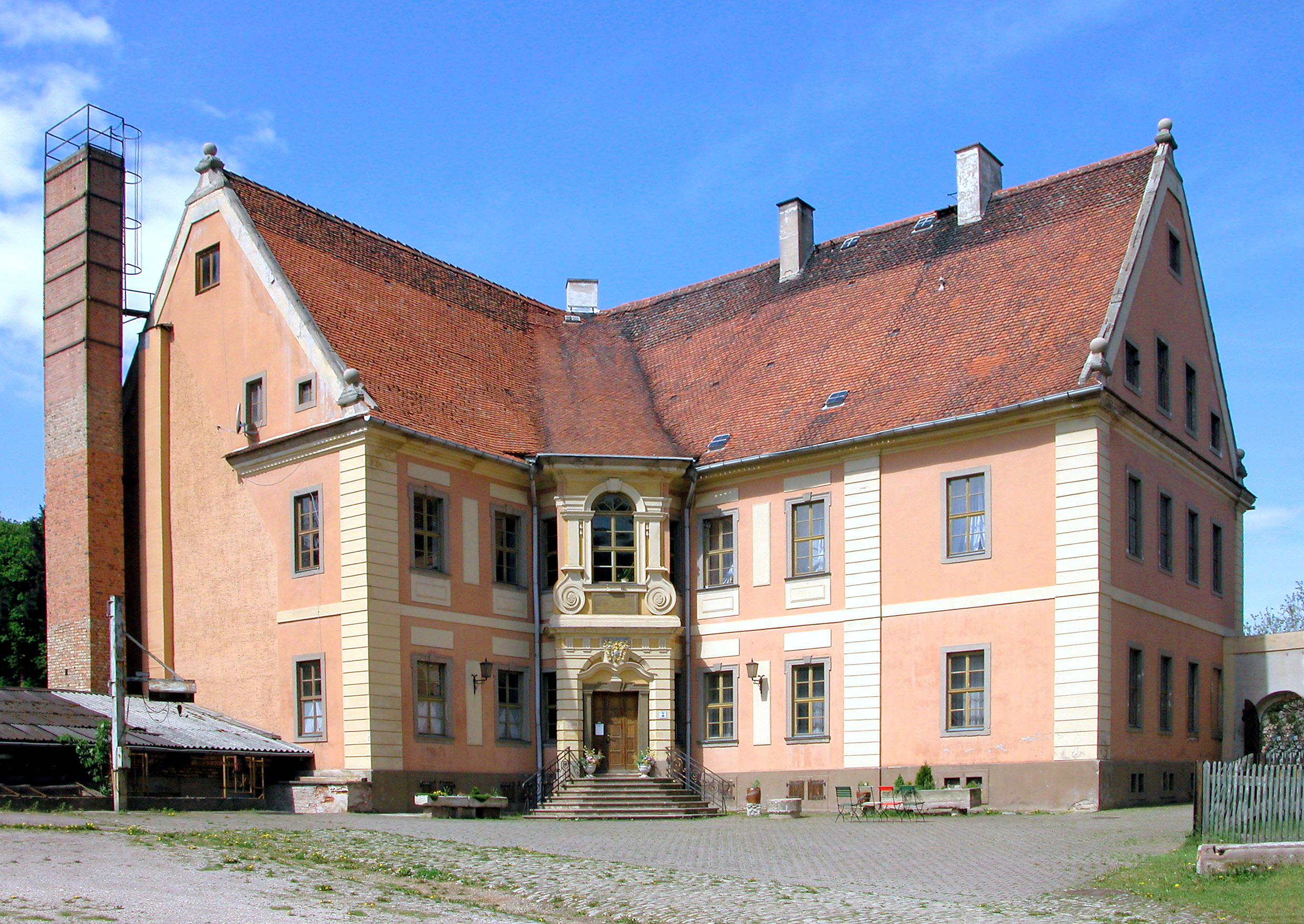
Schloss Bucha

Das zweigeschossige Bauwerk ist als Zweiflügelanlage in Winkelhackenform ausgeführt, in dessen Winkel sich ein Vorbau befindet. Über dem mit einer Wappenkartusche verzierten Eingangsportal befindet sich ein großes Rundbogenfenster. Im Inneren des Gebäudes befinden sich stuckierte Eckkamine sowie Supraporten und mit Bandelwerk bemalte Türen. Der Festsaal mit Kamin befindet sich im Obergeschoss sowie einige Räume mit stuckierten Decken.
Westlich des Bauwerkes befindet sich eine von niedrigen Buchshecken eingerahmte Gartenanlage. Die in der Form des frühen Barock gestaltete Parkanlage verfügt über einen 1757 angelegten Lustgarten und einen Buchengang. Der westliche terrassenförmige Teil wurde im 19. Jahrhundert in Form eines englischen Landschaftsparks neugestaltet.